# أشرف نعمان
 أشرف نعمان الفواغرة (مواليد 29 يوليو 1986 في بيت لحم، فلسطين) هو لاعب كرة قدم فلسطيني يلعب حالياً لصالح نادي الوحدات في الدوري الأردني والمنتخب الفلسطيني في مركز المهاجم.
أستدعي لأول مرة لمنتخب بلاده خلال تصفيات كأس التحدي الآسيوي 2010. ومن ثم مثل فلسطين بطولة اتحاد غرب آسيا لكرة القدم 2010، الأدوار المؤهلة لكأس التحدي الآسيوي 2012 وتصفيات كأس العالم لكرة القدم 2014.

## اًهداف دولية
| #  | موعد           | مكان                          | الخصم    | نتيجة | حصيلة | المسابقة                              |
| -- | -------------- | ----------------------------- | -------- | ----- | ----- | ------------------------------------- |
|    | 11 ديسمبر 2011 | الدوحة، قطر                   | الأردن   | 1–3   | 1–4   | دورة الألعاب العربية 2011 (غير رسمية) |
| 1. | 20 ديسمبر 2011 | الدوحة، قطر                   | البحرين  | 1–1   | 1–3   | دورة الألعاب العربية 2011             |
|    | 29 فبراير 2012 | دبي، الإمارات العربية المتحدة | أذربيجان | 1–0   | 2–0   | مباراة ودية غير رسمية                 |
| 2. | 12 مارس 2012   | كاثماندو، نيبال               | المالديف | 2–0   | 2–0   | كأس التحدي الآسيوي 2012               |
| 3. | 18 يونيو 2012  | صنعاء، اليمن                  | اليمن    | 1–0   | 2–1   | مباراة ودية                           |
| 4. | 8 ديسمبر 2012  | مدينة الكويت، الكويت          | الكويت   | 1–2   | 1–2   | بطولة اتحاد غرب آسيا لكرة القدم 2012  |

## روابط خارجية
- أشرف نعمان على فرق كرة القدم الوطنية.كوم
- أشرف نعمان على موقع الاتحاد الدولي (مؤرشف)  (الإنجليزية)
- أشرف نعمان على موقع ناشيونال فوتبول تيمز (الإنجليزية)
- أشرف نعمان على موقع Soccerway.com (الإنجليزية)
- أشرف نعمان على موقع كووورة